# The Shakespeare Code
"The Shakespeare Code" (KBS 방영 제목: 〈셰익스피어 코드〉)는 영국의 SF 드라마 《닥터 후》 시즌 3의 두번째 에피소드이다. 영국에서는 2007년 4월 7일에 처음 방영되었다. 원래는 다른 제목이었으나 《다빈치 코드》와 비슷한 이름으로 바뀌었다.
10대 닥터는 마사 존스와의 첫번째 시간여행에 나선다. 엘리자베스 시대 잉글랜드에 도착한 둘은 〈사랑의 성공〉를 쓰던 윌리엄 셰익스피어를 만난다. 그런데 캐리오나이트라는 마녀 종족이 셰익스피어의 신작 속 마지막 대사로 세상을 파멸시킬 주문을 집어넣으려 한다는 사실을 알게 된다. 셰익스피어는 지구를 지키기 위해 자신의 인생을 건 대사를 날린다는 내용이다.

## 줄거리
때는 1599년 런던. 어느 젊은 남자가 릴리스라는 이름의 여인에게 낭만적인 세레나데를 불러준다. 릴리스는 그 남자를 집안으로 초대하는데, 순간 못생긴 할망구로 돌변한다. 그리고는 자기 어머니인 둠핑거와 블러드타이드를 부르고, 비명지르는 남자에게 달려들어 그를 갈갈이 찢어버린다.
한편 타디스가 같은 시기 런던에 도착한다. 닥터는 마사를 데리고 글로브 극장으로 가서 〈사랑의 헛수고〉(Love's Labour's Lost)를 관람한다. 연극 막판에는 작가 윌리엄 셰익스피어가 무대에 올라, 사람들 앞에서 속편인 〈사랑의 결실〉(Love's Labour's Won)을 예고한다. 그때 릴리스가 부두인형을 조작하면서, 셰익스피어가 갑자기 그 신작을 내일 저녁까지 완성해 첫선을 보이겠노라 선언하게 된다. 이후 닥터와 마사는 셰익스피어가 있는 여관을 찾아간다. 닥터는 셰익스피어에게 사이킥 페이퍼로 가짜 신분을 내세우는데, 셰익스피어가 단번에 빈 종이라고 하면서 사이킥 페이퍼가 통하지 않는 진정한 천재임을 알게 된다. 그때 궁중연회 총책임자인 린리라는 남자가 찾아와, 자신의 재가를 받지 않았다는 이유로 셰익스피어의 신작이 무대에 오르기 전에 자신에게 보여줄 것을 요구한다. 셰익스피어가 거절하자 린리는 내일 있을 공연의 금지령을 내리겠다고 엄포를 놓는다.
이를 지켜본 릴리스는 린리에게 접근해 몰래 머리카락을 뽑고, 그걸로 또다른 부두인형을 만들어 물통에 인형을 푹 담근다. 그러자 린리는 입에서 물을 토해내며 괴로워하고, 릴리스가 인형에 못을 박으면서 결국 죽음에 이르고 만다. 닥터는 릴리가 외부의 보이지 않는 충격에 의해 죽었음을 알아채지만, 사실대로 말하면 다들 요술이라 생각하며 공포에 빠질 것을 우려하고는 갑작스런 체액 불균형으로 사망한 것이라고 조용히 알린다. 이후 릴리스는 잠든 셰익스피어에게 접근하고, 그 앞에서 마리오네트를 꺼내 조종하면서, 셰익스피어가 〈사랑의 결실〉 대본의 마지막 대사에 이상한 문구를 써놓도록 만든다. 그때 셰익스피어의 애인이 들어오면서 발각되지만, 릴리스는 마녀의 모습으로 되돌아와 그녀를 덮친다. 비명 소리를 들은 닥터가 방으로 달려갔지만 이미 때는 늦어 싸늘한 시신이 되어 있었다. 그리고 마사는 창밖으로 마녀 하나가 날아가는 모습을 목격한다.
다음날 아침 닥터와 마사, 셰익스피어는 글로브 극장으로 향한다. 그리고 닥터는 글로브 극장이 왜 하필 14각형으로 되어 있는지 궁금해한다. 이후 극장을 설계한 건축가를 만나러 베들레헴 정신병원으로 향하기로 한다. 그곳에서 긴장 증세에 시달리던 피터 스트리트를 만난다. 닥터는 피터에게 다가가 긴장 증세로부터 벗어나게 한 뒤 그 경위를 묻고, 피터는 결국 글로브의 설계를 지시한 사람은 마녀라고 밝힌다. 마녀들은 이 광경을 솥을 통해서 지켜보고 있었고, 둠핑거는 감방으로 순간이동해 피터를 죽게 만든다. 닥터는 그 마녀들이 캐리오나이트 종족임을 알게 된다. 캐리오나이트의 마법은 말의 힘에서 나오며, 말을 통해 심령 에너지를 다루는 종족이었다. 이에 닥터는 캐리오나이트라는 단어를 내뱉어 둠핑거를 쫓아낸다.
닥터는 캐리오나이트들이 〈사랑의 결실〉 속에 나오는 강력한 대사로 영원한 속박 속에 갇혀 있던 자기네 종족을 탈출하게 만드려는 속셈이라 추측한다. 그리고는 셰익스피어에게 신작의 상연을 멈추라고 지시하고 마사와 함께 마녀들을 막으러 간다. 닥터는 마사에게 우리가 캐리오나이트를 막지 못하면 마사는 물론 온 세상 인간들은 사라져 버릴 것이라고 일러둔다. 그때 자신들을 기다리던 릴리스를 마주한다. 릴리스는 마사를 기절시키고, 닥터와 대담하는 과정에서 그의 머리칼을 뽑는다. 창문 밖으로 날아오른 릴리스는 닥터의 머리카락을 또다른 부두인형에 붙이고, 그 인형의 심장을 푹 찌른다. 이에 닥터는 쓰러지고 릴리스는 글로브로 향한다. 그 사이 눈을 뜬 마사가 닥터에게 달려가는데, 이제보니 릴리스는 닥터가 타임 로드라서 심장이 두 개인 것을 몰랐고 그래서 한쪽 심장만 공격당했다는 것을 알게 된다. 마사가 닥터의 한쪽 심장을 쳐서 다시 뛰게 만든 다음, 두 사람은 글로브로 재빨리 달려간다. 그러나 도착했을 때에는 배우들이 이미 마지막 대사를 내뱉은 뒤였다. 그러자 하늘에서 포털이 열리고, 갇혀있던 캐리오나이트들이 이쪽 우주로 빠져나오기 시작한다. 닥터는 셰익스피어에게 저 포털을 닫을 수 있는 대사를 찾을 만한 사람은 오직 당신뿐이라고 말하고, 셰익스피어는 즉석에서 짤막한 운율시구를 지어내지만 마지막 단어에서 막힌다. 그때 마사가 나서 "엑스펠리아르무스" (Expelliarmus)를 외친다. 이에 포털이 닫히기 시작하고, 거기서 나왔던 캐리오나이트들은 물론 〈사랑의 결실〉 대본들도 모조리 빨려들어간다. 세 마녀들도 자기네들이 쓰던 유리공 속에 갇혀 울고불고 하는 신세가 된다. 닥터는 그 유리공을 타디스 안에 안전하게 두기로 한다.
이제 떠날 시간이 된 닥터와 마사는 그 전에 셰익스피어와 이야기를 나눈다. 셰익스피어는 자기도 사실 마사가 미래에서 왔고, 닥터는 외계의 존재라는 사실을 알고 있었다고 고백한다. 그리고는 마사를 위한 《소네트 18》를 지어 낭송한다. 그때 지난밤의 공연에 대한 소문을 들었던 엘리자베스 1세 여왕이 글로브에 행차한다. 그런데 닥터를 보더니 "철천지 원수"라며 당장 잡아오라고 군에게 명한다. 닥터는 마사와 함께 타디스로 달려가고 가까쓰로 들어간다. 타디스 문에 궁병이 쏜 화살이 꽂히며 에피소드는 막을 내린다.

### 다른 에피소드와의 연관성

#### 셰익스피어 관련
셰익스피어는 《닥터 후》에서 이전에도 한 차례 등장한 적이 있었고, 닥터도 예전에 만났었다고 언급한 바 있다. 〈The Chase〉(1965)에서는 닥터와 동행자들이 시공간 시각화장비의 스크린을 통해 엘리자베스 1세와 대화를 나누는 셰익스피어를 지켜보는 장면이 있다. 〈Planet of Evil〉(1975)에서는 4대 닥터가 자신은 셰익스피어를 만난 적이 있다고 하며, 〈City of Death〉(1979)에서도 《햄릿》의 원 필사본을 자기가 썼다고 주장한다. 〈The Mark of the Rani〉(1985)에서는 6대 닥터가 "저이 (셰익스피어)를 언젠가 꼭 다시 만날 거야"라고 말한다.
TV 에피소드가 아닌 단행본 중에서는 버진 미싱 어드벤처 사에서 나온 《The Empire of Glass》와 《The Plotters》가 셰익스피어를 주인공으로 다루고 있다. 빅 피니시 프로덕션의 오디오 드라마 중에서는 《The Kingmaker》에서 등장한다. 또 《The Time of the Daleks》에서는 이야기 마지막에 등장하는 아이가 바로 셰익스피어였음이 밝혀진다. 닥터 후 매거진에 연재된 9대 닥터 코믹스인 〈A Groatsworth of Wit〉에서도 등장한 바 있다.
프로듀서 러셀 T 데이비스와 스크린라이터 개러스 로버츠는 옛 닥터후 에피소드에서도 셰익스피어를 만난 적이 있다는 것은 알고 있다고 하였으나, 이번 에피소드에서 그에 대해 언급하거나 부정하는 부분은 넣지 않았다고 밝힌 바 있다. 또한 로버츠는 원래 "The Shakespeare Code"의 초본에는 〈City of Death〉에 관한 언급이 "슬쩍" 들어가 있었지만, "팬들이 알아보기엔 긴가민가하고, 다들 깜짝 놀래키기엔 오히려 이해도 못할 정도로 너무 슬쩍 넣은 것이라서" 없앴다고 밝혔다.

#### 에피소드 관련
캐리오나이트라는 이름은 이번 에피소드의 스크린라이터를 맡은 개러스 로버츠의 소설 《Zamper》(1995)에서 유래하였다. 여기서는 '애리오나이트'라는 이름으로 등장하며 민달팽이처럼 생긴 종족이다. 로버츠는 "난 매번 그 단어가 괜찮다고 느꼈고, 마녀는 썩은내 나는 (carrion) 느낌이라고 생각했기 때문에 거기다 C를 붙인 것"이라고 밝혔다.
이밖에도 이전에 있었던 일들을 언급하는 부분이 있다. 한번은 닥터가 "타디스의 닥터 경"이란 직함을 쓰는데 이는 "Tooth and Claw" (2006)에서 빅토리아 여왕이 닥터에게 하사한 명칭이다. 캐리오나이트들이 〈사랑의 결실〉 속에 삽입한 마지막 주문 가운데 '드라비디안의 해안'이란 말이 나오는데, 올닥 시절인〈The Brain of Morbius〉(1976)에서 "드라비디안 우주선"이 등장한 바 있다. 릴리스는 이터널이란 종족을 언급하는데 이 역시 올닥 시절 〈Enlightenment〉(1983)에서 등장했던 종족이다. 닥터가 셰익스피어의 방에서 해골을 발견하고는 "The Christmas Invasion" (2005)의 시코락스 종족을 떠올리고, 닥터가 '시코락스'라고 말하자 셰익스피어는 그 이름 써먹어야겠다는 말을 한다. 실제로 셰익스피어의 《템페스트》에서는 캘리밴의 어머니가 '시코락스'란 이름인데 이 점을 활용한 개그다.
마지막 결말 부분에서 엘리자베스 1세가 난데없이 닥터를 철천지 원수 취급하며 잡아들이라고 하는 장면이 있는데, 훗날 "The Day of the Doctor" (2013)에서 10대 닥터와 엘리자베스 1세가 조우하면서 그 이유가 밝혀진다.

### 리뷰
- (영어) "The Shakespeare Code"  리뷰 - The Doctor Who Ratings Guide